# 8403 Мінорушімізу
8403 Мінорушімізу (8403 Minorushimizu) — астероїд головного поясу, відкритий 6 травня 1994 року.
Тіссеранів параметр щодо Юпітера — 3,225.